# 王云鹏 (1966年)
王云鹏（1966年12月9日—），男，吉林舒兰人，中国交通信息工程专家，北京航空航天大学教授、博士生导师，中国工程院院士。现任北京航空航天大学校长、党委副书记。

## 简历
1988年，毕业于吉林工业大学汽车系；1994年，取得吉林工业大学载运工具运用工程专业硕士；1997年，取得吉林工业大学农业机械设计制造专业博士；曾任吉林工业大学交通学院院长、长春工程学院副院长、北京航空航天大学交通科学与工程学院院长等职；
2016年10月，任北京航空航天大学党委常委、副校长。
2021年当选中国工程院院士。
2022年9月，升任北京航空航天大学校长、党委副书记。